# Charles Sturm

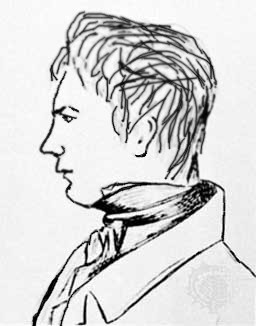
Charles Sturm.

Jacques Charles François Sturm, född den 29 september 1803 i Genève, död den 18 december 1855 i Paris, var en schweizisk-fransk fysiker. 
Sturm blev 1830 professor i matematik vid Collège Rollin i Paris, 1838 repetent och 1840 professor i samma ämne vid École polytechnique och 1840 professor i mekanik vid Faculté des sciences. År 1836 blev han ledamot av Franska vetenskapsakademien och år 1840 av Royal Society. Tillsammans med Colladon mätte han vätskors sammantryckbarhet och ljudets fortplantningshastighet i vatten. Bland Sturms skrifter märks Cours d'analyse (1857; 10:e upplagan 1895) och Cours de mécanique (5:e upplagan 1883). Han tilldelades Copleymedaljen 1840. Hans namn tillhör de 72 som är ingraverade på Eiffeltornet.